# Chu Tiêu
Chu Tiêu (朱標; 10 tháng 10, 1355 - 17 tháng 5, 1392), còn gọi là Ý Văn Thái tử (懿文太子), là một vị Thái tử của nhà Minh. Ông là cha ruột của Minh Huệ Đế Chu Doãn Văn.
Ban đầu, thụy hiệu của ông khi mất là Ý Văn Thái tử. Về sau này, ông được Minh Huệ Đế truy tôn thụy hiệu là Hiếu Khang Hoàng đế (孝康皇帝), miếu hiệu là Hưng Tông (兴宗). Đến khi Minh Thành Tổ Vĩnh Lạc Hoàng đế đăng ngôi, ông lại được cải thành Ý Văn Thái tử.

## Thân thế
Chu Tiêu là đích trưởng tử của Minh Thái Tổ Chu Nguyên Chương và Hiếu Từ Cao Hoàng hậu Mã thị. Ông cũng là cha đẻ của đích tôn Chu Doãn Văn, sau trở thành Minh Huệ Đế. Chu Tiêu là anh ruột của Minh Thành Tổ Chu Đệ, người đã giết con ông để tranh ngôi báu, gây nên điều tiếng về sau.
Chu Tiêu tuy là con của Minh Thái Tổ Chu Nguyên Chương, vị Hoàng đế khai quốc triều Minh nổi tiếng nghiêm khắc, nhưng tính nết của ông lại ngược hẳn với cha mình. Ông là một người có tâm hồn nhân hậu, hiền hòa, gần như đến mức nhu nhược, nhiều lần cũng khiến Minh Thái Tổ cảm thấy phật lòng vì ông không giống mình. Dù vậy, dẫu sao ông cũng là đích trưởng tử, lại không có lỗi lầm gì, và Minh Thái Tổ vốn đặt rất nhiều kỳ vọng ở ông, nên đã làm nhiều hành động để giúp đỡ cho ông lên ngôi sau này, chẳng hạn như việc Minh Thái Tổ tàn sát các công thần, vì sợ sau này khi Chu Tiêu lên ngôi, họ sẽ cậy công làm càn.
Thái Tổ nhận thấy Thái tử nhu nhược, khó mà điều khiển nổi những công thần bướng bỉnh không thuần, trước khi ông qua đời còn giúp cho con cháu diệt trừ tận gốc. Tống Liêm là thầy của Thái tử, từ những năm đầu đã theo làm tham mưu cho Thái Tổ vào sinh ra tử chốn quân trường, lập được nhiều công to, làm quan đến chức Học sĩ Thừa chỉ tri chế cáo. Vì có con trai liên quan đến vụ án mưu phản của Hồ Duy Dung mà bị Thái Tổ kết án, Thái tử thấy thầy bị kết án chém, ra sức cầu xin cho thầy. Để dạy bảo Thái tử, ông cho mang một cây roi lớn có đầy gai nhọn quẳng xuống đất, bảo Thái tử nhặt lên. Thái tử có vẻ lúng túng, nhà vua liền dạy rằng:
Cây roi có gai ngươi không nhặt, vậy để ta róc hết cái gai nhọn thay ngươi nhé?
Thái tử thông minh hiểu được ý của cha, nhưng cũng không cho là đúng, liền khuyên giải Phụ hoàng một cách khéo léo rằng:
Trên mà có vua Nghiêu Thuấn, thì dưới sẽ có dân Nghiêu Thuấn.
Ngụ ý là làm vua không được tàn bạo. Thái Tổ rất giận dữ, liền tóm lấy ghế quẳng về hướng Thái tử.
Chu Tiêu đã chịu áp lực quá nặng, nên đã lâm bệnh và qua đời năm 1392 lúc ông 38 tuổi, Minh Thái Tổ đã truy thụy cho ông là Ý Văn Thái tử (懿文太子), lại cho mai táng tại phía đông của Hiếu lăng - lăng mộ của mình, người đời gọi là Đông lăng (东陵). Sau khi ông mất, Minh Thái Tổ lập con của ông là Chu Doãn Văn làm Hoàng Thái tôn. Sau này Thái tôn kế vị đã truy tôn đế hiệu cho cha. Tuy nhiên Yến vương Chu Đệ sau khi cướp được ngôi của cháu đã bãi bỏ đế hiệu của Chu Tiêu đổi gọi là Ý Văn Thái tử như cũ.
Thời Nam Minh, Chu Tiêu được Minh An Tông Chu Do Tung truy tôn thụy hiệu đầy đủ là Hòa Thiên Kính Đạo Hiến Ý Cần Mẫn Thuần Văn Độ Vũ Minh Nhân Từ Hiếu Khang Hoàng đế (和天敬道憲懿勤敏淳文度武明仁慈孝康皇帝), miếu hiệu Hưng Tông (興宗).

## Phả thi
Chu Tiêu đã viết một bài phả thi gồm 20 chữ, dùng để làm tên đệm cho con cháu của ông về sau:
Doãn Văn Tuân Tổ Huấn
Khâm Vũ Đại Quân Thăng
Thuận Đạo Nghi Phùng Cát
Sư Lương Thiện Dụng Thịnh
Tiếc thay, chỉ có Minh Huệ Đế sử dụng chữ Văn (文) để đặt tên lót cho 2 người con của ông. Yên vương Chu Đệ sau đó cướp ngôi, đã cho giết hết con của Chu Tiêu,hai con của Minh Huệ Đế là Hoà Giản thái tử Chu Văn Khuê được cho là chết cháy cùng cha mẹ,còn lại là Nhuận Hoài vương Chu Văn Khuyên sống sót trong đám cháy,bị quản thúc ở tới khi qua đời ở Quản An cung,Phượng Dương. Người cháu nội còn sống sót của Chu Tiêu, Chu Văn Khôn (朱文坤), con trai duy nhất của Doãn Thông, là người đã tiếp nối đặt tên theo cuốn phả thi này cho con cháu của mình.

## Gia thất

### Thê thiếp
- Hiếu Khang Hoàng hậu Thường thị (孝康皇后常氏; 1355 - 1378), con gái Khai Bình vương Thường Ngộ Xuân (常遇春), sau cải thành Kính Ý Thái tử phi (敬懿太子妃), thời Nam Minh được phục vị Hiếu Khang Hoàng hậu
- Thái hậu Lã thị (太后呂氏; mất sau năm 1403), con gái Thái thường tự khanh Lã Bản (吕本), sau cải thành Ý Văn Thái tử phi (懿文太子妃)

### Hậu duệ

#### Con trai
1. Chu Hùng Anh (朱雄英; 1 tháng 12, 1374 - 12 tháng 6, 1382), mẹ là Thường thị, yểu vong. Thái Tổ cảm thương người cháu nội xấu số, ban thuỵ là Ngu Hoài vương (虞懷王), cho nghỉ chầu, quần thần phải mặc phục tang màu trắng, bắt đi bộ để tống táng tại đỉnh núi Tử Kim Sơn, Nam Kinh
2. Chu Doãn Văn (朱允炆), mẹ là Lã thị, lên ngôi lấy hiệu Minh Huệ Đế
3. Chu Doãn Thông (朱允熥; 29 tháng 11, 1378 - 1417), mẹ là Thường thị, Huệ Đế phong Ngô vương (吳王), thái ấp ở Hàng Châu, Thành Tổ giáng phong Quảng Trạch vương (廣澤王), đày đến Chương Châu (Phúc Kiến ngày nay), sau bị phế thành thứ dân, giam tại Phượng Dương rồi mất. Thời Nam Minh, phục vị Ngô Điệu vương (吳悼王). Có một con trai là Chu Văn Khôn (朱文坤)
4. Chu Doãn Kiên (朱允熞; 27 tháng 7, 1385 - tháng 9, 1402), mẹ là Lã thị, Huệ Đế phong Hoành vương (衡王), Thành Tổ giáng phong Hoài Ân vương (懷恩王), đày đến Kiến Xương, sau bị phế thành thứ dân, giam tại Phượng Dương rồi mất. Thời Nam Minh, được cải thành Hoành Mẫn vương (衡愍王)
5. Chu Doãn Hy (朱允𤐤; 13 tháng 7, 1391 - 3 tháng 2, 1407), mẹ là Lã thị, Huệ Đế phong Từ vương (徐王), Thành Tổ giáng phong Phu Huệ vương (敷惠王) rồi Âu Ninh vương (甌寧王), chết trong biển lửa. Thời Nam Minh, phục vị Từ Giản vương (徐簡王)

#### Con gái
1. Giang Đô Công chúa (江都公主), sau giáng Quận chúa, lấy Cảnh Tuyền (耿璿), con trai Trường Hưng hầu Cảnh Bỉnh Văn (耿炳文)
2. Nghi Luân Quận chúa (宜倫郡主), lấy Vu Lễ (于礼)
3. Tam hoàng tôn nữ, chết yểu
4. Nam Bình Công chúa (南平郡主; ? - 1412), sau giáng Quận chúa, không rõ hôn sự